# Stagetus borealis
Stagetus borealis là một loài bọ cánh cứng thuộc họ Ptinidae.